# Mühlenstraße 49 (Stralsund)
Das Wohnhaus Mühlenstraße 49 in Stralsund ist ein denkmalgeschütztes Bauwerk in der Mühlenstraße.

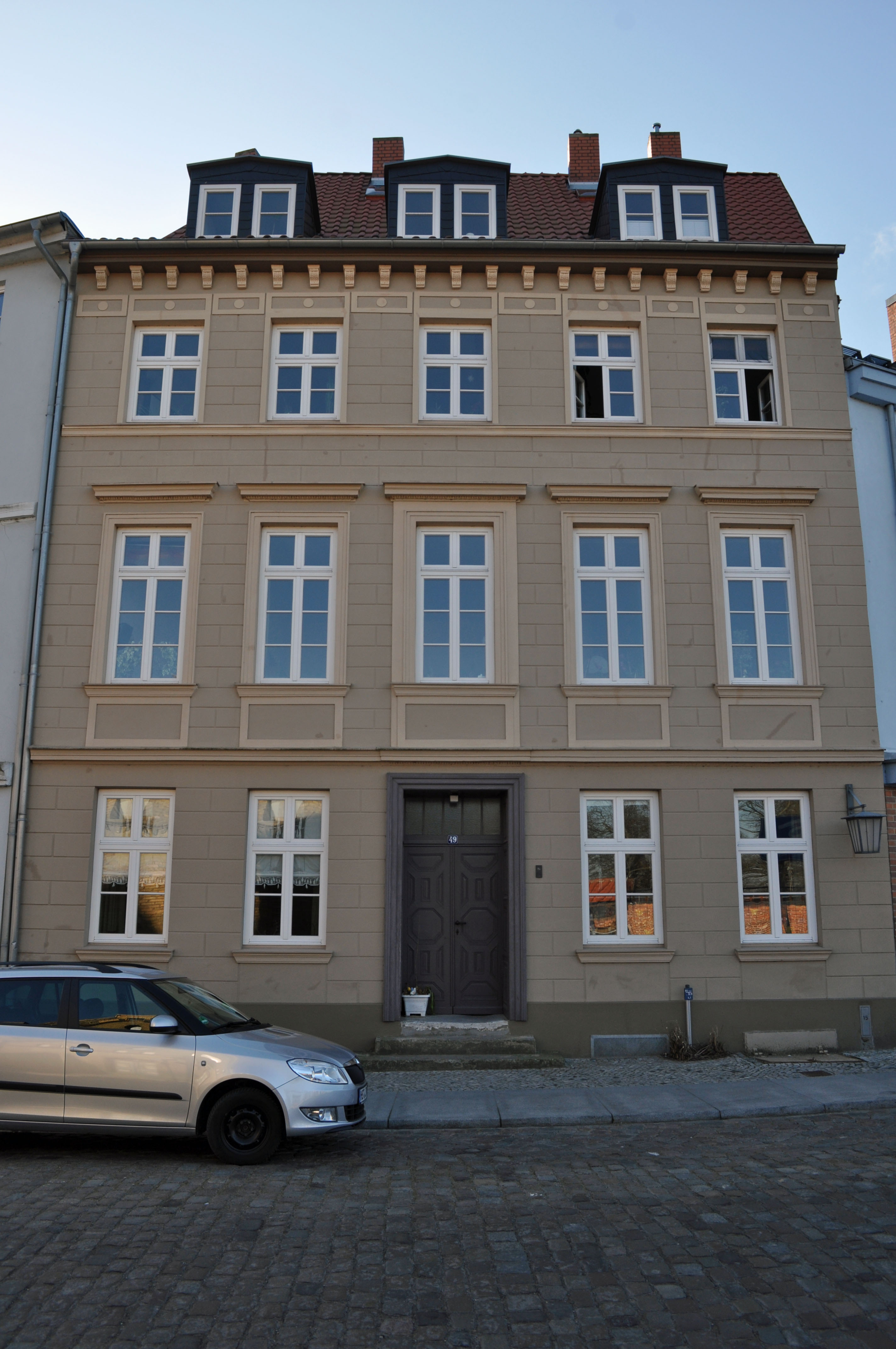
Haus Mühlenstraße 49 in Stralsund (2012)

Der dreigeschossige, fünfachsige Putzbau wurde im ersten Viertel des 19. Jahrhunderts errichtet. Im Jahr 1989 wurde die Fassade erneuert. Sie weist Putznutung, Gurtgesimse, im ersten Obergeschoss Fensterfaschen sowie, abschließend, ein Korbgesims auf.
Das Haus im Kerngebiet des von der UNESCO als Weltkulturerbe anerkannten Stadtgebietes des Kulturgutes „Historische Altstädte Stralsund und Wismar“ ist in die Liste der Baudenkmale in Stralsund eingetragen.